# Antonino Borzì
Antonino Borzì (20 de agosto de 1852 Castroreale - † 21 de agosto de 1921, Cutigliano) fue un botánico italiano.
Fue profesor ordinario de Botánica en la "Regia Universidad de Mesina y de Palermo. 
De 1892 a 1921 fue director del Jardín Botánico de Palermo. 

## Obra
- Studi algologici: saggio di ricerche sulla biologia delle alghe. Mesina 1883, ed. Gaetano Capra

- Rhizomyxa, nuovo Ficomicete. Mesina 1884

- Le communicazioni intracellulari delle nostochinee (comunicación intracelular en Nostoc y algas emparentadas) 1886

- Contribuzioni alla biologia vegetale. Palermo, 1894-1909

- Compendio della flora forestale Italiana : prontuario per la sollecita determinizaione delle pianti forestali indigene all'italia ad uso degli agenti dell'amministrazione dei boschi. Mesina, 1885

- Cultura delle piante da gomma elastica. Palermo, 1905

- Ricerche sulla disseminazione delle piante per mezzo di sauri. Rom, 1911

- Ricerche sulla morfología e sull' accrescimento dello stipite delle palme. 1912

- Vita, forme, evoluzione del regno vegetale. 1915

- Problemi di filosofía botanica. 1920. Enciclopedia Utet - Turín

## Honores
Vincenzo Riccobono nombra el Gro. Borzicactus Riccob.  de la familia de las cactáceas.
- La abreviatura «Borzì» se emplea para indicar a Antonino Borzì como autoridad en la descripción y clasificación científica de los vegetales.[2]

## Fuente
Traducciones de los Arts. en lengua italiana y germana de Wikipedia.